# Майлик
Майли́к (рос. Майлык) — присілок у складі Альменєвського округу Курганської області, Росія.
Населення — 266 осіб (2010, 368 у 2002).
Національний склад станом на 2002 рік:
- башкири — 68 %